# Hegyestű
A Hegyestű vagy Hegyes-tű egy tanúhegy a Balaton-felvidéken, a Káli-medence keleti peremén, Monoszló és Zánka között, a Balaton-felvidéki Nemzeti Park területén. Tengerszint feletti magassága 337 m vagy 338 m. A korábbi bazaltbányászat miatt elveszítette eredeti kúp formáját, azonban a nyersanyag-kitermelésnek köszönhető, hogy feltárult a hegy belső szerkezete, s láthatóvá vált az egykori vulkáni kürtőben megrekedt, s kihűlése során oszlopokká szilárdult bazalt.
A hegy tetején Árpád-kori cserepeket, illetve egy nagyjából kör alakú falgyűrűt találtak a régészek.

## Felépítése és kialakulása

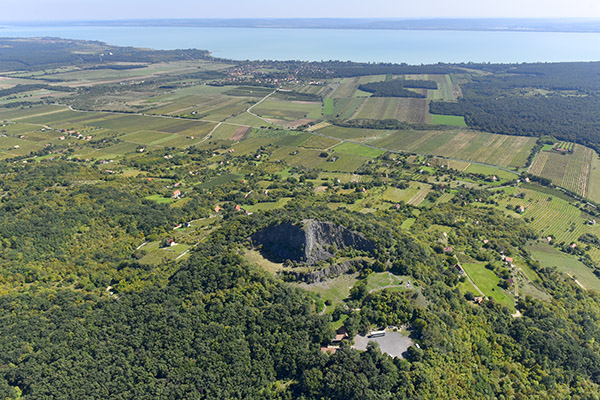
Hegyestű - légi felvételen

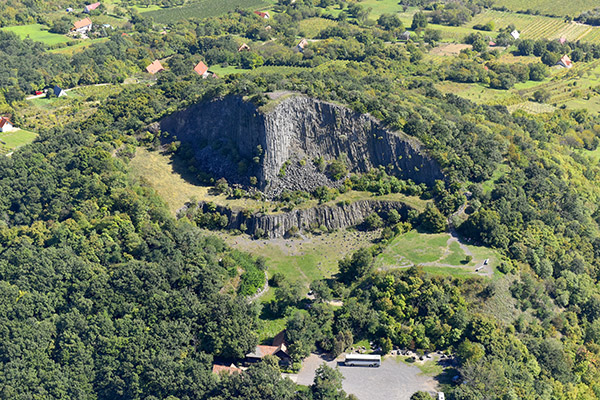
Hegyestű a magasból

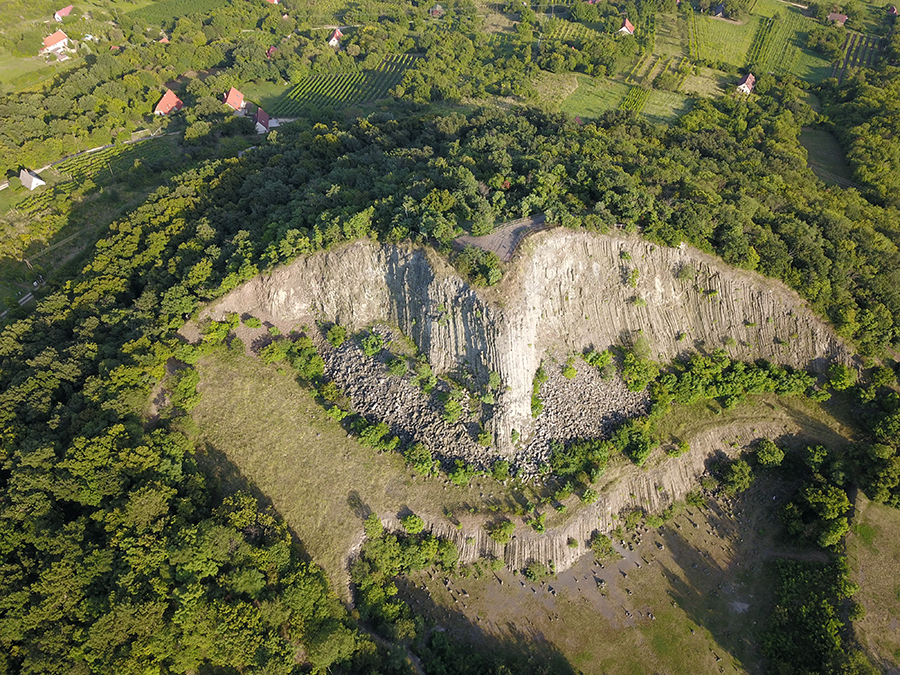
Hegyestű légi fotón

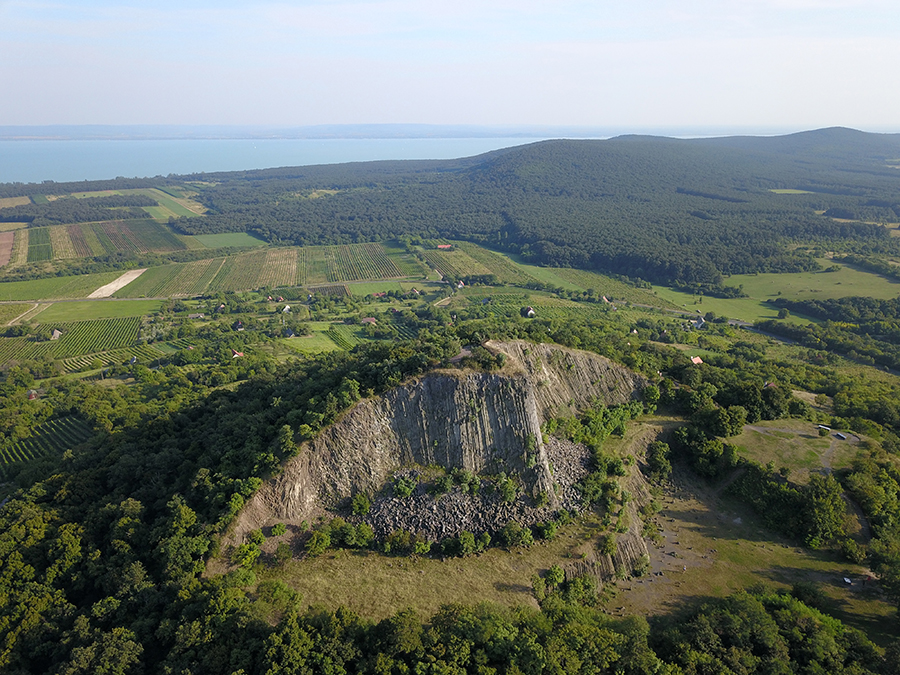
Hegyestű légi felvételen

A Hegyestű egy vulkán kürtőjének maradványa, melyet az erózió preparált ki a környezetéből. Az egykori kürtőben a földfelszín felé törő, bazaltos összetételű magma megrekedt, s hűlése során öt- és hatszögletű, 20–40 cm átmérőjű bazaltoszlopokká szilárdult meg, melyek orgonasípszerűen, szorosan egymás mellett állva a hegycsúcs irányában összehajlanak. Egyes helyeken a kürtő peremén peperites jellegű kőzet is megfigyelhető, mely a magma és az áttört kőzet keveredését jelzi. Az alsóbb szinteken megfigyelhető hólyagos, úgynevezett „kukoricaköves” bazaltban az egykori vulkáni gőzök, gázok helyét őrző hólyagüregek néhol irányítottan helyezkednek el. Habár a geológiai bemutatóhely ismertetőtáblái beszámolnak arról, hogy a legelső kitörés tufaszórással zajlott le, s ennek eredményeképp egy tufagyűrű jött létre a kitörési pont környezetében, a jelenlegi feltárásokban ennek a tufagyűrűnek nincs nyoma.
A vulkanizmust követően elsősorban az erózió határozta meg a terület arculatát. Az erózió a puhább, kevésbé ellenálló kőzeteket és üledékeket gyorsabban, intenzívebben, míg a keményebb, ellenállóbb kőzeteket lassabban pusztítja le: ennek megfelelően a kemény bazalttestek az évmilliók során mintegy kipreparálódtak puhább környezetükből, s ezek a bazalttestek (pl. a Hegyestű esetén egy vulkáni kürtő) alkotják a Balaton-felvidék jellegzetes tanúhegyeit.

## Élővilága
A hegyen megtalálhatók a Balaton-felvidékre jellemző karsztbokorerdők a jellegzetes cserszömörcével, míg a Balatonra néző oldalon cseres-kocsánytalan tölgyesek, szőlősorok és pincék láthatók.

## Bányászata

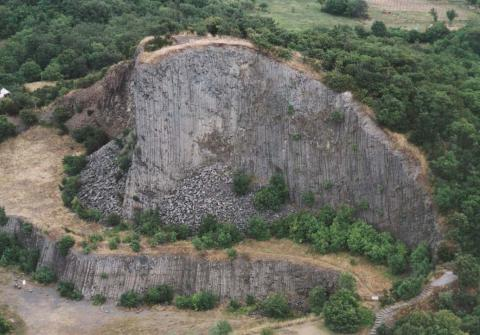
Légi fotó

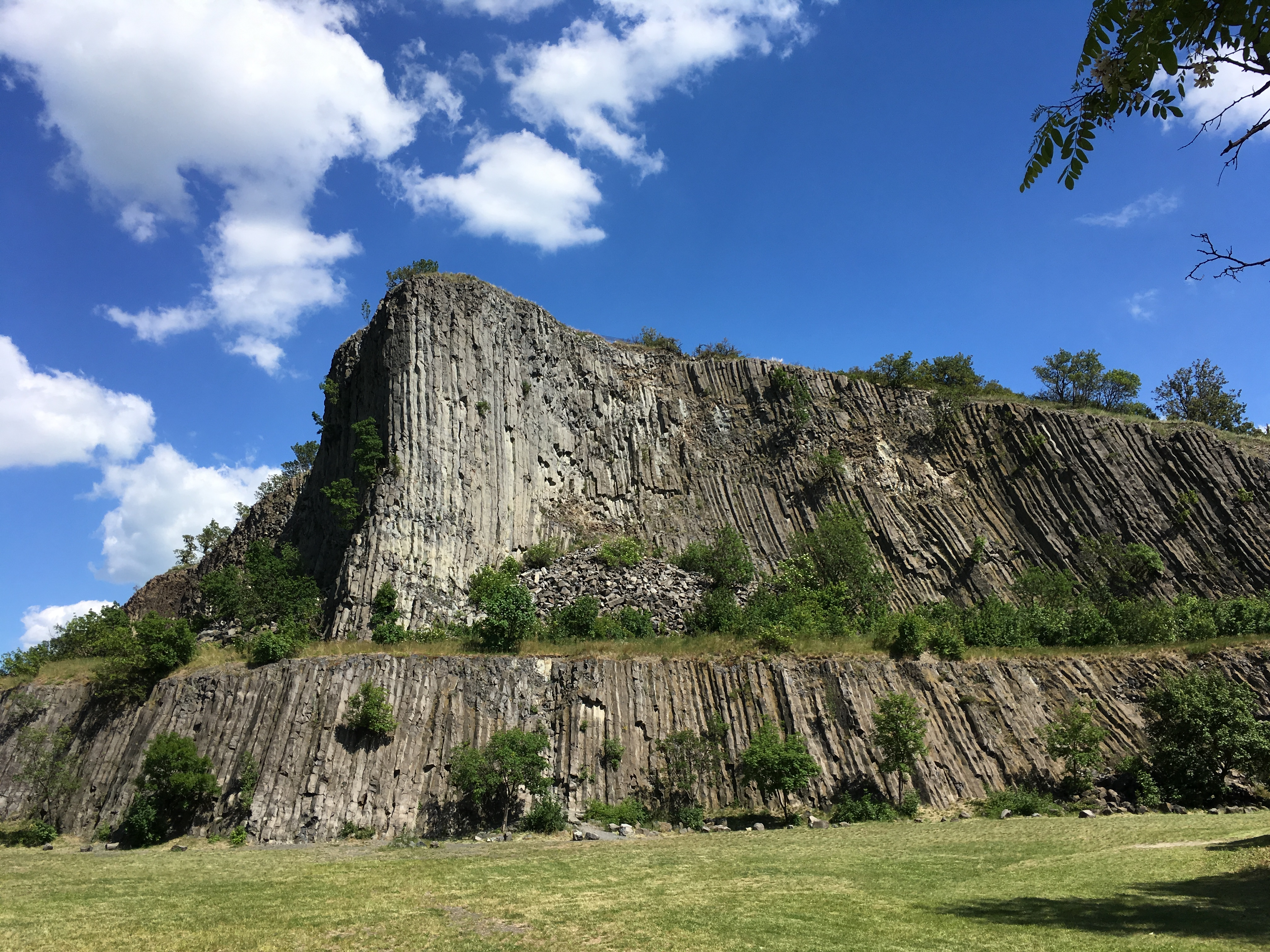
Fotó a bemutatóközpont felől

1930-ban kezdték el a bazalt kitermelését a Hegyestűn. A Balaton-felvidéki bazaltbányászat elleni erőteljes tiltakozás eredményeképpen az 1960-as évek közepén a Természetvédelmi Tanács meghatározta az itteni bányák jövőjét. A Hegyestűvel kapcsolatban hozott határozat szerint az akkori bányafalat már nem bonthatták tovább, csak a fal mentén az alapzatig fejthették a hegyet. Ennek megfelelően a bánya 1970-ig működött, majd felhagyták. A bányászat eredményeként a hegy mintegy felét letermelték.

## Geológiai bemutatóhely
Miután az egykori bánya természetvédelmi kezelésbe került, 1996–97-ben rendbe tették az elhanyagolt területet. Az egyik bányaépületben 1998-ban állandó kiállítás nyílt, melyen az egykori kőbányászatot, a Balaton-felvidéki Nemzeti Park természeti értékeit, a Balaton-felvidék földtörténetét, kőzeteit és a Hegyestű kialakulását mutatják be. A bányaudvarban létrehozott geológiai bemutatóhelyen a Káli-medence jellegzetes kőzeteinek egy-egy tömbjét állították ki, továbbá a bazaltfal mellett táblák ismertetik a bazaltvulkanizmust és a bazalttal kapcsolatos tudnivalókat. A panorámaasztalon Somogyi Győző Kossuth-díjas grafikus és festőművész rajza látható, melynek segítségével azonosíthatjuk a Káli-medencére nyíló panoráma elemeit: hegyeket, tavakat, településeket. A parkoló területén a Dunántúl jellegzetes kőzeteit mutatja be a szabadtéri kőtárlat.